# Дуглас (округ, Висконсин)
Округ Дуглас (англ. Douglas County) располагается в штате Висконсин, США. Официально образован 8 февраля 1854 года. По состоянию на 2012 год, численность населения составляла 43 785 человека.

## География
По данным Бюро переписи США, общая площадь округа равняется 3833,204 км2, из которых 3377,363 км2 суша и 455,840 км2 или 11,900 % это водоёмы.

## Население
По данным переписи населения 2000 года в округе проживает 43 287 жителей в составе 17 808 домашних хозяйств и 11 272 семей. Плотность населения составляет 13,00 человек на км2. На территории округа насчитывается 20 356 жилых строений, при плотности застройки около 6-ти строений на км2. Расовый состав населения: белые — 95,35 %, афроамериканцы — 0,57 %, коренные американцы (индейцы) — 1,82 %, азиаты — 0,63 %, гавайцы — 0,03 %, представители других рас — 0,20 %, представители двух или более рас — 1,41 %. Испаноязычные составляли 0,73 % населения независимо от расы.
В составе 29,20 % из общего числа домашних хозяйств проживают дети в возрасте до 18 лет, 49,10 % домашних хозяйств представляют собой супружеские пары проживающие вместе, 10,10 % домашних хозяйств представляют собой одиноких женщин без супруга, 36,70 % домашних хозяйств не имеют отношения к семьям, 29,80 % домашних хозяйств состоят из одного человека, 12,00 % домашних хозяйств состоят из престарелых (65 лет и старше), проживающих в одиночестве. Средний размер домашнего хозяйства составляет 2,36 человека, и средний размер семьи 2,93 человека.
Возрастной состав округа: 23,60 % моложе 18 лет, 10,30 % от 18 до 24, 28,00 % от 25 до 44, 23,60 % от 45 до 64 и 23,60 % от 65 и старше. Средний возраст жителя округа 38 лет. На каждые 100 женщин приходится 97,20 мужчин. На каждые 100 женщин старше 18 лет приходится 94,40 мужчин.